# زورقک دندانه‌دار ماژلان
زورقک دندانه‌دار ماژلان (نام علمی: Odontocymbiola magellanica) نام یک گونه از سرده زورقک‌های دندانه‌دار است.